# 貝拉棱鯷
貝拉棱鯷（学名：Thryssa baelama）為輻鰭魚綱鲱形目鳀科的其中一種，分布於印度太平洋區，包括紅海、東非、阿拉伯海、安達曼海、暹羅灣、印尼、澳洲、巴布亞紐幾內亞、所羅門群島、日本、菲律賓、東加、萬那杜、關島、法屬玻里尼西亞等海域，棲息深度可達50公尺，本魚腹部圓潤，胸鰭基部下方或後面結束，上頜短，達到超越前鰓蓋前的邊界，臀鰭軟條27-30枚，體長可達16公分，棲息在沿海、海灣、潟湖，喜群游，可做為食用魚或餌魚。

## 擴展閱讀
維基物種上的相關：貝拉棱鯷